# Districtul Mokhotlong
Districtul Mokhotlong este una dintre cele 10 unități administrativ-teritoriale de gradul I  ale statului Lesotho. Reședința sa este localitatea  Mokhotlong.